# River Dillon
Pour les articles homonymes, voir Dillon.
 (mars 2007).
Améliorez-le ou discutez des points à vérifier. 
 (novembre 2017).
Si vous disposez d'ouvrages ou d'articles de référence ou si vous connaissez des sites web de qualité traitant du thème abordé ici, merci de compléter l'article en donnant les références utiles à sa vérifiabilité et en les liant à la section « Notes et références ».
River Dillon est un artiste français né en 1968 à Paris. 

## Expositions
- 2011
  - "Homens-mascaras", Maskmen, Hommes-masques, MAFRO Museu Afro-Brasileiro, Salvador da Bahia, Brasil July - October
- 2009
  - 'Birdmen, Hommes-oiseaux, Memorial dos Povos Indigenas (Memorial for Indigenous People, Mémorial des Peuples Indigènes), Brasilia, 4th June - 31 August (4 juin - 31 août)
  - Birdmen, Hommes-oiseaux, Museu de Arqueologia e Etnologia da Bahia, Salvador da Bahia, Brasil, 6th April - 23rd May (6 avril-23 mai)
- 2007
  - Masks and Faces (Hommes-masques), Aqua Galerie, Berlin, 29th November - 22nd December
  - Birdmen (Hommes-oiseaux), DIVA, Digital and Video Art Fair, Louvre des Antiquaires (Paris) 17 et 18 novembre
  - Bloody men, Open Space Festival of Free Arts, Fasslager Halle, Berlin 12 to 28th October (12 au 28 octobre)
  - Maskmen (Hommes-masques), Wallywoods Gallery, Berlin, 14th to 25th October
- 2006
  - Seasons of Love, Calendar 2006 (Les Saisons de l'Amour, Calendrier 2006), Premium (Salon de la Mode, Berlin)
  - Schlangenmänner-Vögelmänner (Snakemen-Birdmen) (Hommes-serpents, Hommes-oiseaux), Wallywoods Gallery (Berlin)
  - In ArtFranceBerlin : French Season in Berlin. In European Month for Photography

Dornenmänner und andere Porträts (Spinemen-Spikemen and other Portraits) (Hommes-épines et autres Portraits), Schwules Museum, 27th September to 27th November 2006.
- -  Men with make-up/Hommes maquillés, Panorama Galerie, Berlin. In ArtFranceBerlin Program: French Season in Berlin.
  - Créatures de la Mer (Creatures of the Sea), Art Pub Wallywoods, Berlin.
  - See Kreaturen (Creatures of the Sea), Kiki Blofeld, Berlin.
- 2005
  - Hommes-serpents (Snakemen), La Petite Vertu (Paris)
  - Dornenmänner (Spinemen-Spikemen) (Hommes-Epines), Wallywoods Gallery (Berlin)
  - Glänzende, geschminkte, tätowierte Männer (Luster, painted, tattooed Men) (Hommes nacrés, maquillés, tatoués), Rauschgold (Berlin)
- 2004
  - Épines et Papillons (Spines and Butterflies), Osmoz Café (Paris)
  - Teint de Porcelaine (Porcelain Complexion), Atelier des Alluets (Paris)
- 2001
  - Hommes-taureaux (Bullmen), Galerie de la Grande Armée (Paris)
- 1998
  - Fan de… (Fan of…), Nuit de la Mutation (Mutation Night), By the way (Paris)
- 1991
  - Les Noyés (The Drowned)  (Paris)

## Performances
- 2007 Lapidaction pour l'ouverture, Sang-cible pour la clôture de l'Open Space Festival for Free Arts, Berlin, 12-28 octobre
- 2006 Séance Dédicaces(Dedication Session) Duplex, Paris
- 2006 Body Dédicaces(Body Dedication) Duplex, Paris
- 2006 Hommage de l'Amérique aux Soldats de l’Armée Rouge (Hommage from America to the Soldiers of the Red Army), Treptower Park Sovietic Memorial, Berlin
- 2006 Sauvez le Palais de la République ! Rettet den Palast der Republik! (Save the Palace of the Republic, Berlin
- 2006 Concours d’élégance (avec Traban), « Elégance » Wettbewerb (mit Traban), Elegance Contest (with Traban, Jannowitz Brücke, Berlin
- 2006 Concours d’élégance (avec caniche royal), « Elégance »Wettbewerb (mit König Pudel), Elegance Contest (with Royal Puddle), Grünewald, Berlin
- 2006 River et Vincent font le trottoir, Nikolas See Bahnhof, Berlin
- 2006 Queer Christ, Friedrichshain Parkfest, Berlin
- 2006 Too many Kisses, Panorama Galerie, Berlin
- 2006 Too many Kisses, Trop embrassé, Point Ephémère, Paris
- 2006 Der Sirenenmann. The Sireneman- the Merman. L'Homme-sirène, l'ondin. Kiki Blofeld, Berlin
- 2006 Spikemen, Panorama ZDB, Berlin
- 2001 Séance Dédicaces(Dedication Session) Soirée Scandal/Illicit Fiction, L’Enfer, Paris
- 2000 Séance Dédicaces(Dedication Session) Espace Cerise, Paris
- 1999 Séance Dédicaces (Dedication Session) Oh Les Beaux Jours, Paris
- 1998 Soirée des Fans (Fan Party), Paris
- 1997 Hommage à Matt Dillon (Hommage to Matt Dillon), Paris

## Publications
- 2012

Hommes-Plantes, Catalogue de l'exposition "Dornenmänner", Spinemen-Spikemen, Hommes-épines au Schwules Museum de Berlin en 2006
Maskmen, Catalogue de l'exposition "Homens-mascaras", Maskmen, Hommes-masques, au MAFRO, Museu Afro-Brasileiro, Musée Afro-Brésilien de Salvador de Bahia
Belinien, Berlines, Berlignes, Berlin vu par River Dillon, portraits de Berlinois
- 2011

Creatures de la Mer, Creatures of the Sea. Catalogue de l'exposition à Kiki Blofeld, Berlin, de 2006
Birdmen, Hommes-oiseaux, Catalogue de l'exposition au Memorail dos Povos Indigenas de Brasilia en 2009
Désordres en progrès, Portraits de Brésiliens de Salvador de Bahia
- 2006

Seasons of Love, Calendar 2006. (Saisons de l'Amour, Calendrier 2006)
2. Europäischer Monat der Fotografie Berlin, November 2006, Katalog. (2nd European Month for Photography. Berlin, November 2006. Catalogue).(Second Mois Européen de la Photo. Berlin. Novembre 2006. Catalogue)
- 2007

Creatures of the Sea, Calendar 2007. (Créatures de la Mer, Calendrier 2006)

## Videos
- 2006
  - Creatures of the Sea, Grandcamp-les-Bains, Berlin
  - Homme-serpent/ Homme-oiseau. La Poursuite. Snakeman-Birdman/ The Pursuit. Grandcamp-les-Bains, Berlin
  - Der Sirenenmann. L'Homme-sirène. The Merman. Berlin